# Дайзенхофер, Эдуард
Эдуард Дайзенхофер (нем. Eduard Deisenhofer; 27 июля 1909, Бавария — 31 января 1945, Померания) — оберфюрер СС, командир ряда дивизий СС, кавалер рыцарского креста.

## Биография
Получил высшее юридическое образование, доктор права. Член НСДАП с 25 мая 1930 и СС с 1 октября 1930. С 9 ноября 1933 командир 1-го взвода 3-го полка СС. С 18 марта 1934 перешёл в LSSAH. В июне 1934 переведён в SS-VT и 22 октября 1934 назначен командиром взвода 2-го батальона 2-го полка СС. В феврале 1935 переведён в концлагерь Дахау, а в апреле зачислен в караульный отряд СС "Верхняя Бавария". С апреля 1935 служил в полках частей СС "Мёртвая голова". 19 октября 1939 командир 2-го батальона 1-го полка СС "Мертвая голова", с мая 1940 командир 2-го батальона добровольческого полка СС "Нордвест". 22 апреля 1941 назначен командиром запасного пехотного батальона СС "Ост". С 13 августа 1941 Дайзенхофер был переведён командиром 1-го батальона 9-го пехотного полка СС "Германия" дивизии СС "Викинг", прибывающей на Восточный фронт и командовал батальоном до февраля 1942, после чего его перевели обратно в дивизию СС "Мёртвая голова", на этот раз командиром 1-го батальона 1-го полка СС. Во время тяжелейших боёв под Демянском успешно командовал своим подразделением, неоднократно проявляя храбрость и отвагу в боях. Когда его истощённый батальон включили в боевую группу, он принял командование и руководил группой во время прорыва из Демянского котла, участвуя более в чём в 35 днях ближних боёв, за что и получил соответствующий квалификационный знак. 20 апреля 1942 его повысили до оберштурмбаннфюрера СС, 29 апреля он был награждён Германским крестом в золоте, а уже 8 мая Рыцарским крестом за успешные действия в "Демянском котле". С 1 июля 1942 был назначен командиром запасного мотоциклетного батальона СС. В сентябре 1942, когда изнурённые остатки его родной дивизии отправили во Францию на переформирование, он был переведён на преподавательскую работу, и затем служил в Главном оперативном управлении СС. 20 марта 1944 был назначен командиром 21-го моторизованного полка СС, затем 11-го августа того же года зачислен в резерв, но уже 30 августа возглавил 17-ю дивизию СС "Гёц фон Берлихинген". 26 января 1945 назначен командиром 15-й дивизии СС (латышской № 1). В августе 1944 являлся командиром 5-й танковой дивизии СС «Викинг». 31 января 1945 погиб в ходе тяжёлых боев с советскими войсками в районе Накель-Вандсбурга (нем. Nakel–Vandsburg) в Померании.